# Echipa națională de rugby din Fiji
Echipa națională de rugby din Fiji reprezintă Fiji în meciurile internaționale de rugby, Fiji fiind una dinitre națiunile minore din eșalonul al doilea al rugby-ul internațional. 
Fiji participă anual la Cupa Națiunilor din Pacific împreună cu echipele din Samoa, Japonia, Tonga și cu echipele secundare ale Noii Zeelande și Australiei. Competiția a fost inaugurată în anul 2006. Fiji a participat la toate edițiile Campionatului Mondial de Rugby. 
Rugbi-ul este sportul național din Fiji, echipa practicând la începutul meciurilor un ritual de provocare, numit cibi similar haka-ului neo-zeelandez.

## Palmares
| Palmaresul la Cupa Mondială | Palmaresul la Cupa Mondială | Palmaresul la Cupa Mondială | Palmaresul la Cupa Mondială | Palmaresul la Cupa Mondială | Palmaresul la Cupa Mondială | Palmaresul la Cupa Mondială | Palmaresul la Cupa Mondială |                    | Calificările la Cupa Mondială | Calificările la Cupa Mondială | Calificările la Cupa Mondială | Calificările la Cupa Mondială | Calificările la Cupa Mondială | Calificările la Cupa Mondială |
| An                          | Loc                         | Jucate                      | Victorii                    | Egalități                   | Înfrângeri                  | Pct M                       | Pct P                       | J                  | V                             | E                             | Î                             | M                             | P                             |                               |
| --------------------------- | --------------------------- | --------------------------- | --------------------------- | --------------------------- | --------------------------- | --------------------------- | --------------------------- | ------------------ | ----------------------------- | ----------------------------- | ----------------------------- | ----------------------------- | ----------------------------- | ----------------------------- |
| 1987                        | Sferturile de finală        | 4                           | 1                           | 0                           | 3                           | 72                          | 132                         | Calificată automat | Calificată automat            | Calificată automat            | Calificată automat            | Calificată automat            | Calificată automat            |                               |
| 1991                        | Fază grupelor               | 3                           | 0                           | 0                           | 3                           | 27                          | 63                          | Calificată automat | Calificată automat            | Calificată automat            | Calificată automat            | Calificată automat            | Calificată automat            |                               |
| 1995                        | Fază grupelor               | Necalificată                | Necalificată                | Necalificată                | Necalificată                | Necalificată                | Necalificată                | Necalificată       | 2                             | 1                             | 0                             | 1                             | 26                            | 34                            |
| 1999                        | Play-off-ul sferturilor     | 4                           | 2                           | 0                           | 2                           | 148                         | 113                         | 2                  | 2                             | 0                             | 0                             | 73                            | 17                            |                               |
| 2003                        | Fază grupelor               | 4                           | 2                           | 0                           | 2                           | 98                          | 114                         | 4                  | 3                             | 0                             | 1                             | 123                           | 80                            |                               |
| 2007                        | Sferturile de finală        | 5                           | 3                           | 0                           | 2                           | 134                         | 173                         | 4                  | 3                             | 0                             | 1                             | 74                            | 83                            |                               |
| 2011                        | Fază grupelor               | 4                           | 1                           | 0                           | 3                           | 59                          | 167                         | Calificată automat | Calificată automat            | Calificată automat            | Calificată automat            | Calificată automat            | Calificată automat            |                               |
| 2015                        | _                           | _                           | _                           | _                           | _                           | _                           | _                           | 1                  | 1                             | 0                             | 0                             | 108                           | 6                             |                               |
| 2019                        | _                           | _                           | _                           | _                           | _                           | _                           | _                           | _                  | _                             | _                             | _                             | _                             | _                             |                               |
| Total                       | 7/8                         | 25                          | 9                           | 0                           | 16                          | 549                         | 797                         | 13                 | 10                            | 0                             | 3                             | 404                           | 220                           |                               |